# (1184) Gaea
(1184) Gaea – planetoida z pasa głównego asteroid okrążająca Słońce w ciągu 4 lat i 131 dni w średniej odległości 2,67 au. Została odkryta 5 września 1926 roku w Landessternwarte Heidelberg-Königstuhl w Heidelbergu przez Karla Reinmutha. Nazwa planetoidy pochodzi od Gai, Ziemi-Matki w mitologii greckiej. Przed nadaniem nazwy planetoida nosiła oznaczenie tymczasowe (1184) 1926 RE.